# Million Dollar Championship
Million Dollar Championship był tytułem mistrzowskim profesjonalnego wrestlingu promowanym przez federację WWE (poprzednio World Wrestling Federation), a został stworzony dla "Million Dollar Mana" Teda DiBiasego. Pas Million Dollar został zaprojektowany przez Terry’ego Betterridge’a z Betteridge Jewelers w Greenwich, Connecticut. Był on stworzony ze złota, wraz z trzema znakami dolara zrobionymi z cyrkonii, a także z trzema małymi diamentami z tyułu. Koszt utworzenia wyniósł 125 000 dolarów.

## Historia
Ted DiBiase nie był w stanie wygrać WWF Championship, przegrywając finałową walkę turnieju o ten tytuł na WrestleManii IV na rzecz "Macho Mana" Randy’ego Savage’a. Podczas wakacji 1988, DiBiase połączył siły z André the Giantem i stworzył drużynę o nazwie "The Mega Bucks", pomagając sobie nawzajem w walce przeciwko WWF Championom.
Sfrustrowany DiBiase zdecydował, że skoro nie może wygrać lub kupić WWF Championship, utworzy swój własny pas mistrzowski. W 1989 DiBiase przedstawił nowy tytuł mistrzowski, który nazwał Million Dollar Championship. Tytuł nigdy nie był oficjalnie zatwierdzonym tytułem przez WWF i rzadko kiedy DiBiase bronił swojego "tytułu".
Jake "The Snake" Roberts ukradł tytuł podczas rywalizacji z DiBiasem na początku 1990. Doprowadziło to do faceturnu Big Boss Mana, któremu nie podobał się fakt, iż jego menadżer Slick sprzedał jego usługi na rzecz DiBiasego, aby mógł sprowadzić z powrotem tytuł do DiBiasego. Po ataku na Jake’a  i kradzieży worka z wężem Robertsa (pytonem Damienem), DiBiase, Boss Man i Slick pojawili się na The Brother Love Show, gdzie DiBiase oznajmił, że kupił usługi Boss Mana na wyłączność. Boss Man odpowiedział, że nie jest on rzeczą do kupienia i od razu oddał worek z wężem do Robertsa, który w międzyczasie był uwięziony między linami w ringu. Boss Man uwolnił Robertsa, powrócił do Brother Love Show, popchnął Slicka i ponownie powiedział DiBiasemu, że nie jest on do kupienia na czyjąś wyłączność, odchodząc przy owacji publiki i cementując jego faceturn. DiBiase i jego ochroniarz Virgil odzyskali pas od Robertsa na WrestleManii VI, kiedy to Jake został odliczony podczas ich walki w SkyDome.
Jako część rywalizacji z "Rowdy" Roddy Piperem, ochroniarz DiBiasego Virgil przeszedł faceturn i zaczął trenować z Piperem w przygotowaniu do walki z DiBiasem na SummerSlam o tytuł, który to pojedynek wygrał Virgil i stał się jedynym wrestlerem, który w tamtym okresie wygrał tytuł w legalny sposób.
Podczas drugiego panowania DiBiasego, porzucił on ten tytuł kiedy to zdobył WWF Tag Team Championship 7 lutego 1992 wraz z IRS'em.
Ted DiBiase później podarował tytuł swojemu nowemu protegowanemu "Ringmaster" Steve’owi Austinowi podczas jego debiutu w WWF na początku 1996. Kiedy Austin przegrał walkę z Savio Vegą 28 maja 1996, wedle stypulacji DiBiase musiał opuścić WWF.
Po trzynastu latach absencji, tytuł ponownie pojawił się w telewizji WWE w 2009, kiedy to DiBiase był gościnnym gospodarzem nocy, pojawiając się 6 lipca na Raw i posiadając przy sobie Million Dollar Championship. Niecały rok później 27 marca 2010, kiedy DiBiase został wprowadzony do WWE Hall of Fame, Ted posiadał przy sobie Million Dollar Championship, mówiąc "nigdy nie opuszcza domu beze mnie". 5 kwietnia jego syn, Ted DiBiase Jr. po rozwiązaniu tag teamu Legacy, zaczął chodzić z pasem mistrzowskim twierdząc, że jego ojciec mu go podarował. Oficjalna strona WWE potwierdziła reaktywację nieoficjalnego tytułu na profilu DiBiasego Jr. 4 października na Raw, Goldust zaatakował DiBiasego Jr. i ukradł mistrzostwo. 8 listopada na Raw, żona Goldusta, Aksana, ukradła Million Dollar Championship od niego. Tydzień później, Goldust ponownie ukradł tytuł od swojej "żony" i ostatecznie tytuł trafił w ręce DiBiasego Sr., który zaoferował tytuł mistrzowski synowi, lecz ten nie przyjął propozycji.

## Panowania
| Panowanie | Numer panowania przez danego mistrza w liście |
| Miejsce   | Miasto, w którym tytuł został zdobyty         |
| Gala      | Gala, na której mistrz zdobył tytuł           |

| Nr.                                      | Mistrz          | Panowanie | Data                   | Dni | Rozpoznawane dni | Miejsce               | Gala                        | Notka | Odn.               |
| ---------------------------------------- | --------------- | --------- | ---------------------- | --- | ---------------- | --------------------- | --------------------------- | --- | ------------------ |
| World Wrestling Federation (WWF)         |                 |           |                        |     |                  |                       |                             | |                    |
| 1                                        | Ted DiBiase     | 1         | 15 lutego 1989(dts)    | 922 | 905              | Binghamton, Nowy Jork | Superstars of Wrestling     | DiBiase stworzył tytuł na wyłączność i pokazał go podczas segmentu "The Brother Love Show". Wyemitowano 4 marca 1989. | [ 3 ]              |
| 2                                        | Virgil          | 1         | 26 sierpnia 1991(dts)  | 77  | 90               | Nowy Jork, Nowy Jork  | SummerSlam                  | |                    |
| 3                                        | Ted DiBiase     | 2         | 11 listopada 1991(dts) | 88  | 74               | Utica, Nowy Jork      | Survivor Series Showdown    | Wyemitowano 24 listopada 1991.                                                                                        | [ 10 ]             |
| —                                        | Zdezaktywowany  | —         | 7 lutego 1992(dts)     | —   | —                | Denver, Kolorado      | House show                  | DiBiase porzucił tytuł po wygranej WWF Tag Team Championship z Irwinem R. Schysterem.                                 | [ 3 ]              |
| 4                                        | The Ringmaster  | 1         | 18 grudnia 1995(dts)   | 152 | 140              | Newark, Delaware      | Raw                         | Otrzymał tytuł z rąk DiBiasego w segmencie "The Brother Love Show". Wyemitowano 8 stycznia 1996.                      | [ 3 ] [ 7 ] [ 11 ] |
| —                                        | Zdezaktywowany  | —         | 28 maja 1996(dts)      | —   | —                | —                     | —                           | The Ringmaster porzucił tytuł po opuszczeniu przez DiBiasego federacji.                                               | [ 7 ] [ 12 ]       |
| World Wrestling Entertainment (WWE): Raw |                 |           |                        |     |                  |                       |                             | |                    |
| 5                                        | Ted DiBiase Jr. | 1         | 5 kwietnia 2010(dts)   | 224 | 224              | Moline, Illinois      | Raw                         | DiBiase Jr. otrzymał tytuł od swojego ojca.                                                                           | [ 13 ] [ 14 ]      |
| —                                        | Zdezaktywowany  | —         | 15 listopada 2010(dts) | —   | —                | Hershey, Pensylwania  | Raw                         | Tytuł powrócił do Teda DiBiasego Sr. i został zdezaktywowany                                                          | [ 15 ]             |
| WWE: NXT                                 |                 |           |                        |     |                  |                       |                             | |                    |
| 6                                        | LA Knight       | 1         | 13 czerwca 2021(dts)   | 70  | 69               | Orlando, Floryda      | NXT TakeOver: In Your House | Pokonał Camerona Grimesa w Ladder matchu.                                                                             | [ 16 ]             |
| 7                                        | Cameron Grimes  | 1         | 22 sierpnia 2021(dts)  | 1   | 2                | Orlando, Floryda      | NXT TakeOver 36             | | [ 17 ]             |
| —                                        | Zdezaktywowany  | —         | 23 sierpnia 2021(dts)  | —   | —                | Orlando, Floryda      | NXT                         | Grimes oddał tytuł DiBiasemu na odcinku NXT, który został wyemitowany 24 sierpnia 2021.                               | [ 18 ]             |

## Łączna liczba posiadań
Stan na 14 marzec 2025
| † | Oznacza obecnego mistrza |

| Miejsce | Mistrz          | Liczba panowań | Łączna liczba dni | Łączna liczba dni według WWE |
| ------- | --------------- | -------------- | ----------------- | ---------------------------- |
| 1       | Ted DiBiase     | 2              | 1,110             | 979                          |
| 2       | Ted DiBiase Jr. | 1              | 224               | 224                          |
| 3       | The Ringmaster  | 1              | 162               | 140                          |
| 4       | Virgil          | 1              | 77                | 90                           |
| 5       | LA Knight       | 1              | 70                | 69                           |
| 6       | Cameron Grimes  | 1              | 1                 | 2                            |